# Jakub Kornfeil
Jakub Kornfeil (né le 8 avril 1993 à Kyjov) est un pilote de vitesse moto tchèque.

## Biographie
Jakub Kornfeil commence à courir en compétition supermotard dès l'âge de huit ans, remportant le championnat 65 cm3 en 2002. S'ensuivent des championnats au niveau national et européen en catégorie minibike, avant de concourir dans la Red Bull MotoGP Rookies Cup en 2008.
Jakub Kornfeil termine huit des dix courses de la saison dans les dix premières places, en terminant neuvième au classement général, ex æquo avec Daniel Ruiz. Sa deuxième saison dans le championnat a été plus réussie, terminant dans les huit premiers à chaque course, avec trois victoires dans les quatre dernières courses lui permettant de gagner ce championnat devançant Sturla Fagerhaug pour seulement deux points.
Jakub Kornfeil passe en motoGP catégorie 125 cm3, faisant cinq apparitions vers la fin de la saison avec l'équipe Loncin, en remplacement d'Alexis Masbou. Il termine quatre des courses avec un meilleur résultat de 19e au Grand prix de Malaisie.
Jakub Kornfeil et Tomoyoshi Koyama réalise une saison complète en 2010  toujours avec l'équipe Loncin. Bien que Koyama a surclassé son beaucoup moins expérimenté coéquipier, Kornfeil amasse 28 points sur neuf courses pour finir 17e au classement final du championnat. Son meilleur résultat dans la saison a été une cinquième place à son Grand Prix national qui a eu lieu dans des conditions humides.
Les résultats de la saison 2011 lui permet d'accumuler 72 points pour finir 12e au classement final du championnat.

## Résultats

### Par saison
(Mise à jour après le  Grand Prix moto de la Communauté valencienne 2017)
| Saison | Catégorie | Moto      | Course | Victoire | Podium | Pole | Record du tour | Points | Classement final |
| ------ | --------- | --------- | ------ | -------- | ------ | ---- | -------------- | ------ | ---------------- |
| 2009   | 125 cm3   | Loncin    | 5      | 0        | 0      | 0    | 0              | 0      | NC               |
| 2010   | 125 cm3   | Aprilia   | 17     | 0        | 0      | 0    | 0              | 28     | 17e              |
| 2011   | 125 cm3   | Aprilia   | 17     | 0        | 0      | 0    | 0              | 72     | 12e              |
| 2012   | Moto3     | FTR Honda | 17     | 0        | 0      | 0    | 1              | 71     | 15e              |
| 2013   | Moto3     | KTM       | 17     | 0        | 0      | 0    | 0              | 68     | 11e              |
| 2014   | Moto3     | KTM       | 18     | 0        | 0      | 0    | 1              | 97     | 12e              |
| 2015   | Moto3     | KTM       | 18     | 0        | 2      | 0    | 0              | 89     | 12e              |
| 2016   | Moto3     | Honda     | 18     | 0        | 1      | 0    | 0              | 112    | 8e               |
| 2017   | Moto3     | Peugeot   | 18     | 0        | 0      | 0    | 0              | 26     | 22e              |
| Total  |           |           | 145    | 0        | 3      | 0    | 2              | 563    |                  |

- * Saison en cours.

### Par catégorie
(Mise à jour après le  Grand Prix moto de la Communauté valencienne 2017)
| Catégorie | Saison    | 1er Grand Prix | 1er podium | 1er victoire | Course | Victoires | Podiums | Pole position | Record du tour | Points |
| --------- | --------- | -------------- | ---------- | ------------ | ------ | --------- | ------- | ------------- | -------------- | ------ |
| 125 cm3   | 2009–2011 | RSM 2009       |            |              | 39     | 0         | 0       | 0             | 0              | 100    |
| Moto3     | 2012–     | QAT 2012       | GBR 2015   |              | 106    | 0         | 3       | 0             | 2              | 463    |
| Total     | 2009-     |                |            |              | 145    | 0         | 3       | 0             | 2              | 563    |

### Courses par année
(Les courses en gras indiquent une pole position ; les courses en italique indiquent un meilleur tour en course)
| Année | Catégorie | Moto      | 1      | 2       | 3      | 4       | 5       | 6       | 7       | 8      | 9      | 10     | 11     | 12     | 13      | 14      | 15      | 16      | 17     | 18     | classement final | Points |
| ----- | --------- | --------- | ------ | ------- | ------ | ------- | ------- | ------- | ------- | ------ | ------ | ------ | ------ | ------ | ------- | ------- | ------- | ------- | ------ | ------ | ---------------- | ------ |
| 2009  | 125 cm3   | Loncin    | QAT    | JPN     | SPA    | FRA     | ITA     | CAT     | NED     | GER    | GBR    | CZE    | IND    | RSM 28 | POR 25  | AUS 23  | MAL 19  | VAL Ab. |        |        | NC               | 0      |
| 2010  | 125 cm3   | Aprilia   | QAT 19 | SPA 14  | FRA 19 | ITA 17  | GBR 20  | NED 15  | CAT 16  | GER 17 | CZE 5  | IND 14 | RSM 16 | ARA 14 | JPN Ret | MAL 14  | AUS 14  | POR 11  | VAL 15 |        | 17e              | 28     |
| 2011  | 125 cm3   | Aprilia   | QAT 23 | SPA 7   | POR 13 | FRA 21  | CAT 10  | GBR 9   | NED 16  | ITA 10 | GER 13 | CZE 7  | IND 10 | RSM 12 | ARA 13  | JPN 11  | AUS 13  | MAL 8   | VAL 24 |        | 12e              | 72     |
| 2012  | Moto3     | FTR Honda | QAT 15 | SPA Ab. | POR 10 | FRA Ab. | CAT 11  | GBR 11  | NED 13  | GER 10 | ITA 8  | IND 8  | CZE 6  | RSM 15 | ARA 11  | JPN 15  | MAL 16  | AUS 13  | VAL 7  |        | 15e              | 71     |
| 2013  | Moto 3    | Kalex KTM | QAT 22 | AME 10  | SPA 5  | FRA 6   | ITA Ab. | CAT Ab. | NED 16  | GER 11 | IND 10 | CZE 8  | GBR 9  | RSM 13 | ARA Ab. | MAL 13  | AUS 12  | JAP 11  | VAL 16 |        | 11e              | 68     |
| 2014  | Moto 3    | KTM       | QAT 6  | AME 5   | ARG 20 | SPA 6   | FRA 10  | ITA Ab. | CAT 15  | NED 11 | GER 11 | IND 10 | CZE 14 | GBR 5  | RSM 17  | ARA 5   | JPN Ab. | AUS 8   | MAL 8  | VAL 13 | 12e              | 97     |
| 2015  | Moto 3    | KTM       | QAT 17 | AME 11  | ARG 14 | SPA Ab. | FRA 6   | ITA 16  | CAT Ab. | NED 20 | GER 14 | IND 22 | CZE 9  | GBR 2  | RSM 17  | ARA 14  | JAP 12  | AUS 5   | MAL 6  | VAL 3  | 12e              | 89     |
| 2016  | Moto 3    | Honda     | QAT 10 | ARG 9   | AME 11 | SPA 5   | FRA 9   | ITA 17  | CAT 10  | NED 13 | GER 4  | AUT 19 | CZE 6  | GBR 15 | RSM 5   | ARA Ab. | JAP 13  | AUS Ab. | MAL 2  | VAL 7  | 8e               | 112    |
| 2017  | Moto 3    | Peugeot   | QAT 20 | ARG 18  | AME 23 | SPA 18  | FRA 11  | ITA 20  | CAT 22  | NED 17 | GER 18 | CZE 20 | AUT 20 | GBR 23 | RSM 7   | ARA 25  | JAP 8   | AUS 12  | MAL 21 | VAL 18 | 22e              | 26     |

Système d’attribution des points
| Position | 1er | 2e | 3e | 4e | 5e | 6e | 7e | 8e | 9e | 10e | 11e | 12e | 13e | 14e | 15e |
| Points   | 25  | 20 | 16 | 13 | 11 | 10 | 9  | 8  | 7  | 6   | 5   | 4   | 3   | 2   | 1   |

| Couleur | Résultat                     |
| ------- | ---------------------------- |
| Or      | Vainqueur                    |
| Argent  | 2e place                     |
| Bronze  | 3e place                     |
| Vert    | Terminé, dans les points     |
| Bleu    | Terminé, pas dans les points |
| Violet  | Abandon (Ab.) ou (Ret)       |
| Violet  | Non classé (NC)              |
| Rouge   | Pas qualifié (DNQ)           |
| Noir    | Disqualifié (DSQ)            |
| Blanc   | Pas au départ (DNS)          |
| Blanc   | Forfait (WD)                 |
| Blanc   | N'a pas participé (DNP)      |
| Blanc   | Blessé (INJ)                 |
| Blanc   | Exclu (EX)                   |
| Blanc   | Course annulée (C)           |